# Copa Amazonas de Futebol de 1964
A Taça Amazonas de 1964 foi um torneio de caráter oficial realizado pela Federação Amazonense de Desportos Atléticos para suprir a necessidade de jogos dos clubes de Futebol do Amazonas. O torneio foi vencido pelo Fast Clube.

## O Torneio
O torneio foi disputado com partidas realizadas por clubes que estivessem de folga durante a semana no Campeonato Amazonense de Futebol, chamado à época de "Torneio Oficial da Cidade". O objetivo principal do torneio era manter os atletas em atividade, uma vez que o intervalo entre as partidas de cada clube poderia levar semanas. Havia também o interesse em ter público e renda para pagar os elencos recém-profissionalizados.

## Participantes
O torneio foi disputado pelos mesmos clubes do Campeonato Amazonense de Futebol de 1964.

## Jogos
- 26 de Agosto de 1964 - Rio Negro 1x1 São Raimundo - Estádio Ismael Benigno
- 2 de Setembro de 1964 - Fast Clube 1x1 Olímpico - Parque Amazonense[2].
- 10 de Setembro de 1964 - Rio Negro 1x0 Fast Clube - Parque Amazonense
- 16 de Setembro de 1964 - América 2x1 Nacional - Parque Amazonense
- 23 de Setembro de 1964 - Nacional 2x1 Olímpico
- 30 de Setembro de 1964 - Fast Clube 2x0 São Raimundo
- 7 de Outubro de 1964 - Rio Negro 3x1 Olímpico - Parque Amazonense
- 14 de Outubro de 1964 - Nacional 3x0 São Raimundo
- 24 de Outubro de 1964 - Rio Negro 1x0 América
- 13 de Fevereiro de 1965 - América 3x2 Olímpico - Parque Amazonense
- 14 de Fevereiro de 1965 - Fast Clube 3x2 Nacional
- 20 de Fevereiro de 1965 - São Raimundo 1x0 Olímpico
- 21 de Fevereiro de 1965 - Rio Negro 2x0 Nacional
- 27 de Fevereiro de 1965 - Fast Clube 1x0 América - Parque Amazonense
- 6 de Março de 1965 - São Raimundo 3x0 América

## Final
- 1º de Maio de 1965 - Fast Clube 4x1 Rio Negro - Parque Amazonense
- 9 de Maio de 1965 - Fast Clube 2x2 Rio Negro - Estádio Ismael Benigno
- 16 de Maio de 1965 - Rio Negro 2x1 Fast Clube - Parque Amazonense
- 22 de Maio de 1965 - Fast Clube 1x0 Rio Negro - Parque Amazonense

O Fast Clube foi o campeão..